# Cearl de Mercia
Cearl (o Ceorl) fue un primitivo rey de Mercia que gobernó a comienzos del siglo VII, hasta aproximadamente 626. Es el primer rey de Mercia mencionado por Beda (o Bede) en su Historia ecclesiastica gentis Anglorum. Bede era un monje northumbrio hostil a Mercia, y el historiador Robin Fleming especula que, como "ceorl" significa "rústico" en anglosajón, su nombre puede haber sido un chiste.
La ascendencia de Cearl es desconocida. No aparece en la genealogía real de Mercia; Enrique de Huntingdon en el siglo XII le sitúa gobernando justo después de Pybba, diciendo que no era su hijo, sino un pariente.
Beda (2.14) le menciona sólo de pasada, como el suegro de Edwino de Deira.
Según Beda, Edwin se casó con Cwenburh (Quenberga), hija de "Cearl, rey de los Mercianos" mientras estaba en el exilio, y con él tuvo dos hijos, Osfrith y Eadfrith.
Los historiadores han señalado este matrimonio como prueba de la independencia de Cearl respecto del entonces rey de Northumbria Etelfrido, ya que por aquel entonces, Edwin era su rival y Cearl no habría casado su hija con un enemigo de su señor. La Historia Brittonum acredita a Penda como el primer monarca en separar Mercia de Northumbria, pero si Cearl fue capaz de hacer este matrimonio, es probable que no hubiera estado sujeto al poder de Northumbria, desarrollándose esta dependencia en fechas posteriores. El historiador D. P. Kirby especula que quizás Cearl contó con la protección del poderoso rey de Estanglia, Redvaldo, y que el posterior exilio de Edwin entre los Anglos Orientales pudo haber sido por el creciente poder de Etelfrido.
Se ha sugerido que el linaje de Cearl sufrió una debacle entre la batalla de Chester, alrededor de 616, y la emergencia de su sucesor, Penda, hijo de Pybba. De hecho, es posible que Cearl estuviera implicado en aquel conflicto, que pudo poner fin a su dominio en Mercia.
Se desconoce si Cearl reinó hasta que Penda se convirtió en rey. Penda estaba en el poder en 633 (y posiblemente en 626, si la Crónica anglosajona es correcta). También es desconocida la relación entre Cearl y Penda, si es que la hubo. Que Cearl casara a su hija con Edwin bien podría significar que él y Penda era rivales, ya que Penda se enfrentó y derrotó posteriormente a Edwin en Hatfield Chase, con el apoyo de Cadwallon de Gwynedd).
Otra prueba de rivalidad dinástica entre Cearl y Penda sería la ejecución por parte de Penda (según Bede) de Eadfrith, hijo de Edwin y nieto de Cearl. Pese a que desconocemos los motivos de Penda, el asesinato de Eadfrith es a menudo visto como el resultado de presión de Oswaldo, para el que Eadfrith representaba una amenaza; también es posible que Penda considerara que el linaje de Eadfrith le hiciera inadecuado para usarlo como títere contra Oswaldo, ya que podría amenazar su propia posición por su descendencia de Cearl.